# 2014年冬季奧林匹克運動會自由式滑雪比賽
2014年冬季奧林匹克運動會自由式滑雪比賽於2014年2月6日至21日在俄羅斯卡拉斯拉雅波利亞納玫瑰莊園極限公園舉行。
2011年4月國際奧林匹克委員會批准了男女半管項目。2011年7月，障礙技巧也加入到比賽項目中，所以一共有4個新的項目被增加到自由式滑雪比賽中。

## 各項成績

### 獎牌榜
| 排名 | 国家／地区      | 金牌 | 银牌 | 铜牌 | 總數 |
| ---- | --------------- | ---- | ---- | ---- | ---- |
| 1    | 加拿大（CAN）   | 4    | 4    | 1    | 9    |
| 2    | 美国（USA）     | 3    | 2    | 2    | 7    |
| 3    | 白俄罗斯（BLR） | 2    | 0    | 0    | 2    |
| 4    | 法国（FRA）     | 1    | 2    | 2    | 5    |
| 5    | （AUS）         | 0    | 1    | 1    | 2    |
| 5    | 中国（CHN）     | 0    | 1    | 1    | 2    |
| 7    | 日本（JPN）     | 0    | 0    | 1    | 1    |
| 7    | 俄罗斯（RUS）   | 0    | 0    | 1    | 1    |
| 7    | 瑞典（SWE）     | 0    | 0    | 1    | 1    |
|      | 總計            | 10   | 10   | 10   | 30   |

### 男子
| 項目                  | 金牌                               | 金牌                               | 银牌                              | 银牌                           | 铜牌                                | 铜牌                        |
| 男子空中技巧 （詳細） | 安东·库什尼尔 · 白俄罗斯（BLR）    | 134.50                             | 大衛·莫里斯 · （AUS）             | 110.41                         | 賈宗洋 · 中国（CHN）                | 95.06                       |
| 男子半管 （詳細）     | 戴维·怀斯 · 美国（USA）            | 92.00                              | 迈克·里德尔 · 加拿大（CAN）       | 90.60                          | 凱文·羅蘭德 · 法国（FRA）           | 88.60                       |
| 男子雪上技巧 （詳細） | 亚历山大·比洛多 · 加拿大（CAN）    | 26.31                              | 米卡埃尔·金斯伯里 · 加拿大（CAN） | 24.71                          | Alexandr Smyshlyaev · 俄罗斯（RUS） | 24.34                       |
| 男子障礙技巧 （詳細） | 乔斯·克里斯坦森 · 美国（USA）      | 95.80                              | 蓋斯·柯沃西 · 美国（USA）         | 93.60                          | 尼克·戈珀 · 美国（USA）             | 92.40                       |
| 男子障礙 （詳細）     | 让-弗雷德里克·沙皮伊 · 法国（FRA） | 让-弗雷德里克·沙皮伊 · 法国（FRA） | Arnaud Bovolenta · 法国（FRA）    | Arnaud Bovolenta · 法国（FRA） | 若纳唐·米多尔 · 法国（FRA）         | 若纳唐·米多尔 · 法国（FRA） |

### 女子
| 項目                  | 金牌                                     | 金牌                            | 银牌                                  | 银牌                          | 铜牌                          | 铜牌                          |
| 女子空中技巧 （詳細） | Alla Tsuper · 白俄罗斯（BLR）            | 98.01                           | 徐夢桃 · 中国（CHN）                  | 83.50                         | 莉迪娅·拉西拉 · （AUS）       | 72.12                         |
| 女子半管 （詳細）     | 玛迪·鲍曼 · 美国（USA）                  | 89.00                           | 玛丽·马蒂诺 · 法国（FRA）             | 85.40                         | 小野冢彩那 · 日本（JPN）      | 83.20                         |
| 女子雪上技巧 （詳細） | 朱斯蒂娜·迪富尔-拉普安特 · 加拿大（CAN） | 22.44                           | Chloé Dufour-Lapointe · 加拿大（CAN） | 21.66                         | 汉娜·卡尼 · 美国（USA）       | 21.49                         |
| 女子障礙技巧 （詳細） | 达拉·豪厄尔 · 加拿大（CAN）              | 94.20                           | Devin Logan · 美国（USA）             | 85.40                         | 基姆·拉马尔 · 加拿大（CAN）   | 85.00                         |
| 女子障礙 （詳細）     | 玛丽埃尔·汤普森 · 加拿大（CAN）          | 玛丽埃尔·汤普森 · 加拿大（CAN） | 凯尔茜·塞尔瓦 · 加拿大（CAN）         | 凯尔茜·塞尔瓦 · 加拿大（CAN） | 安娜·霍尔姆隆德 · 瑞典（SWE） | 安娜·霍尔姆隆德 · 瑞典（SWE） |